# Fosa de Calipso

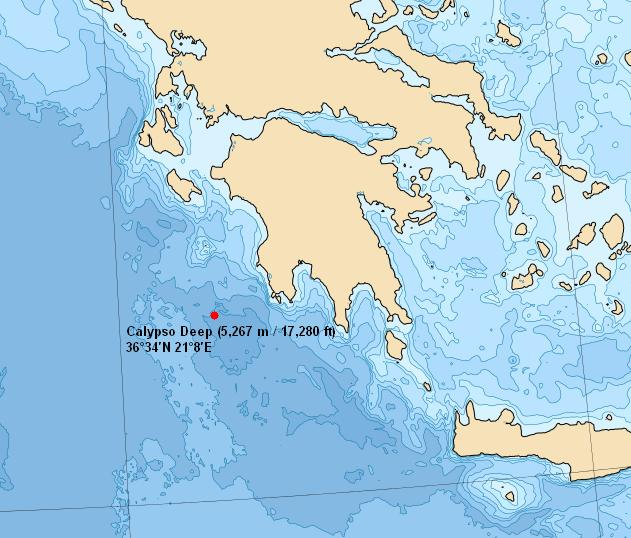
Localización de la Fosa de Calipso en el mar Jónico.

La fosa de Calipso (también llamado abismo de Calipso) es una fosa oceánica situada en el sureste del mar Jónico, en aguas de Grecia. Se trata del punto más profundo del mar Mediterráneo (5270 m).
Se encuentra a aproximadamente 60 km de la costa meridional del Peloponeso, al suroeste de Pilos. 
Es la fosa oceánica más profunda de una larga depresión del fondo marino llamado Fosa Helénica, la cual se formó como consecuencia de la subducción de la placa africana bajo la placa del Mar Egeo.
El nombre deriva de la ninfa Calipso de la mitología griega.

## Descensos con tripulación
El primer descenso con tripulación a la fosa fue el 27 de septiembre de 1965 por el capitán Gérard Huet de Froberville, el dr. Charles “Chuck” L. Drake (EE. UU.) y Henri Germain Delauze dentro del batiscafo francés Archimède. Drake, Froberville y Delauze informaron de una profundidad máxima de 5110 m sin dar la precisión de la medida.
En enero de 2020, Caladan Oceanic empezó su segundo año de buceo profundo con el DSV Limiting Factor, pilotado por Víctor Vescovo. Las primeras inmersiones de la temporada 2020 empezaron con el submarino francés Minerve en el mar Mediterráneo entre el 1 y el 2 de febrero de 2020, y la segunda tripulación bajó a la Fosa Calipso. El 10 de febrero de 2020, Víctor Vescovo y el príncipe Alberto II de Mónaco llegaron al fondo de la fosa a una profundidad calculada recientemente en 5.109 ± 1 m utilizando múltiples sensores de medida directa. La expedición de 2020 validó que la misión francesa de 1965 había llegado, de hecho, al punto más profundo del mar Mediterráneo que, hasta ese momento, no estaba confirmado.